# Volodímir Diúdia
Volodímir Diúdia (en ucraïnès Володимир Дюдя; Bila Tserkva, 6 de gener de 1983) va ser un ciclista ucraïnès, que va combinar el ciclisme en pista amb la carretera.

## Palmarès en ruta
- 2005
  - 1r al Memorial Davide Fardelli
- 2007
  -  Campió d'Ucraïna en contrarellotge
- 2011
  - Vencedor d'una etapa al Tour de Ribas

### Resultats a la Volta a Espanya
- 2006. Abandona (6a etapa)
- 2008. Abandona (7a etapa)

## Palmarès en pista
- 2000
  -  Campió del món júnior en Persecució
- 2002
  -  Campió d'Europa sub-23 en Persecució
  -  Campió d'Europa sub-23 en Persecució per equips (amb Roman Kononenko, Vitali Popkov i Volodymyr Zahorodniy)
- 2003
  -  Campió d'Europa sub-23 en Persecució
  -  Campió d'Europa sub-23 en Persecució per equips (amb Roman Kononenko, Vitali Popkov i Volodymyr Zahorodniy)
- 2004
  -  Campió d'Europa sub-23 en Persecució
  -  Campió d'Europa sub-23 en Persecució per equips (amb Vitali Popkov, Maksym Polishchuk i Dmytro Grabovskyy)
- 2005
  -  Campió d'Europa sub-23 en Persecució
- 2015
  -  Campió d'Ucraïna en Persecució per equips

### Resultats a laCopa del Món
- 2003
  - 1r a Ciutat del Cap, en Persecució per equips
- 2004-2005
  - 1r a Moscou, en Persecució
  - 1r a Moscou, en Persecució per equips
- 2007-2008
  - 1r a la Classificació general i a la prova de Sydney, en Persecució